# Calvaire de la Croix Blanche
Pour les articles homonymes, voir Calvaire de la Croix.
Le calvaire de la Croix Blanche est un calvaire situé à Villemereuil, en France. Il appartient à la commune de Villemereuil.

## Localisation
Le calvaire est situé sur la commune de Villemereuil, dans le département français de l'Aube, à l'intersection des chemins départementaux 25 et 25 bis. 

## Historique
L'édifice est classé au titre des monuments historiques en 1977.